# Дик Ричардс (автор песен)
Дик Ричардс (англ. Deke Richards), имя при рождении Деннис Луссье (англ. Dennis Lussier; 8 апреля 1944, Лос-Анджелес, Калифорния — 24 марта 2013, Беллингхем, Вашингтон) — американский автор песен и музыкальный продюсер, сотрудничавшим с лейблом Motown. Он был участником групп The Clan и The Corporation, последняя из которых также была продюсерской командой, написавшей и спродюсировавший некоторые из ранних хитов The Jackson 5.

## Биография
Родился в Лос-Анджелесе, штат Калифорния в семье сценариста Дэйна Луссье. В 1962 году он сыграл одного из участников группы в фильме «Дикарь». Позже взял себе сценический псевдоним Дик Ричардс. Играя в группе, которая аккомпанировала певице Дебби Дин, он написал для неё песню и познакомился с Берри Горди, когда The Supremes выступали в Голливудском дворце в 1966 году. Горди подписал с Ричардсом контракт в качестве продюсера и автора песен.
Помимо прочих, Ричардс также писал для и продюсировал Бобби Дарина, Martha and the Vandellas, The Blackberries, Стейси Джонсон, а также продюсировал Diana Ross and the Supremes после того, как Холланд, Дозье и Холланд покинули Motown в 1968 году. Он стал соавтором хита № 1 в США «Love Child» для группы The Supremes и написал песню «I’m Still Waiting», ставшую хитом № 1 в Великобритании, для Дайаны Росс. Он и его коллега-автор Шерли Мэттьюс также создали вокальный секстет Celebration, который выпустил альбом на лейбле Motown Mowest в попытке повторить успех The 5th Dimension.
Ричардс умер от рака 24 марта 2013 года в возрасте 68 лет.